# 細川藍
細川 藍（ほそかわ あい、1995年3月5日 - ）は、日本の女性タレント。
神奈川県出身。フランス系アメリカ人を祖父にもち、クォーターの父を持つワンシクスティーンス。

## 略歴
- 2000年 - 芸能界デビュー。
- 2006年 - NHK教育『天才てれびくんMAX』にてれび戦士として2年間出演。
- 2010年8月 - カナダに留学[2]。
- 2018年11月 - Instagramにて結婚を報告[3]。

## 出演

### バラエティ
- 天才てれびくんMAX（2006年4月 - 2008年3月、NHK教育） - てれび戦士

### CM
- ユニクロ、「秋のボトムス」
- マンモスゲーム特集
- 明治製菓、「明治チョコレート 母の日&父の日」
- ベルーナ、「素敵な雑貨とインテリア」
- 日清、「カップヌードルミュージアム」
- プレイステーション、「カードキャプターさくら」

### インターネットテレビ
- NTTドコモ「ウェブドラマ」

### イベント
- 愛・地球博「ジャパンデー式典」「渡辺貞夫・地球サウンド」（2005年）